# Зубово (Волоколамский район)
Зубово — деревня в Волоколамском районе Московской области России. Относится к Ярополецкому сельскому поселению, до реформы 2006 года относилась к Волоколамскому сельскому округу.

## Население
| 1852 | 1859 | 1926 | 2002 | 2006 | 2010 | 2013 |
| ---- | ---- | ---- | ---- | ---- | ---- | ---- |
| 340  | ↘327 | ↘287 | ↘60  | ↗96  | ↗105 | ↗135 |
| 2014 | 2015 | 2016 |      |      |      |      |
| ↗142 | ↗146 | ↗152 |      |      |      |      |

## Расположение
Деревня Зубово расположена у автодороги «Балтия» М9 примерно в 9 км к западу от центра города Волоколамска. В 2,5 км к югу от деревни расположена платформа 133 км Рижского направления Московской железной дороги. Рядом с деревней Зубово протекает река Селесня (бассейн Иваньковского водохранилища), на которой есть пруд. На территории зарегистрировано 4 садовых товарищества и база отдыха рыбаков. Ближайшие населённые пункты — деревни Аксёново и Козино. Автобусное сообщение с городом Волоколамском и посёлком городского типа Шаховская.

## Исторические сведения
В «Списке населённых мест» 1862 года Зубово — казённая деревня 1-го стана Волоколамского уезда Московской губернии по Московскому тракту, от границы Зубцовского уезда на город Волоколамск, в 8 верстах от уездного города, при ручье Камшане, с 36 дворами, фабрикой и 327 жителями (165 мужчин, 162 женщины).
По данным на 1890 год входила в состав Тимошевской волости Волоколамского уезда, в ней находилось земское училище, число душ мужского пола составляло 153 человека.
В 1913 году — 64 двора, земское училище, бумаго-ткацкая фабрика.
По материалам Всесоюзной переписи населения 1926 года — деревня Аксеновского сельсовета, проживало 287 жителей (111 мужчин, 176 женщин), насчитывалось 56 крестьянских хозяйств, имелась школа.
С 1929 года — населённый пункт в составе Волоколамского района Московской области.